# Eudorylas phallophylax
Eudorylas phallophylax är en tvåvingeart som beskrevs av José Albertino Rafael 1995. Eudorylas phallophylax ingår i släktet Eudorylas och familjen ögonflugor. Inga underarter finns listade i Catalogue of Life.